# Шато Бернар
Шато Бернар (фр. Château-Bernard) насеље је и општина у источној Француској у региону Рона-Алпи, у департману Изер која припада префектури Гренобл.
По подацима из 2011. године у општини је живело 284 становника, а густина насељености је износила 15,78 становника/km². Општина се простире на површини од 18 km². Налази се на средњој надморској висини од 855 метара (максималној 2.286 m, а минималној 754 m).

## Демографија
| 1962. | 1968. | 1975. | 1982. | 1990. | 1999. | 2011. |
| ----- | ----- | ----- | ----- | ----- | ----- | ----- |
| 125   | 107   | 147   | 131   | 134   | 168   | 284   |

График промене броја становника у току последњих година